# Паоло, Коннор
Ко́ннор Па́оло (англ. Connor Paolo, родился 11 июля 1990 года в Нью-Йорке, штат Нью-Йорк, США) — американский актёр.

## Биография
Коннор Паоло родился в Нью-Йорке 11 июля 1990 года.
С 2002 года Паоло сыграл более 30 ролей в кино и на телевидении. Появился в таких фильмах как «Таинственная река», «Александр», сериале «Закон и порядок: Специальный корпус» и других. За работу в драме «Башни-близнецы» был удостоен номинации на «Young Artist Award».
Наибольшую известность актёру принесла роль Эрика Ван дер Вудсена, брата главной героини, в молодёжном сериале «Сплетница», которую он исполнял с 2007 по 2012 год. Затем снимался в сериале «Месть» в роли Деклана Портера.

## Фильмография
| Год       |    | Русское название                    | Оригинальное название             | Роль                       |
| --------- | -- | ----------------------------------- | --------------------------------- | -------------------------- |
| 2003      | ф  | Таинственная река                   | Mystic River                      | Шон Девин в детстве        |
| 2004      | ф  | Александр                           | Alexander                         | молодой Александр          |
| 2004      | с  | Одна жизнь, чтобы жить              | One Life to Live                  | Трэвис О'Коннелл           |
| 2002—2006 | с  | Закон и порядок: Специальный корпус | Law & Order: Special Victims Unit | Тедди Виннок/Закари Коннор |
| 2006      | ф  | Башни-близнецы                      | World Trade Center                | Стивен МакЛафлин           |
| 2006      | ки | Bully                               | Bully                             | Том (озвучка)              |
| 2007      | ф  | Снежные ангелы                      | Snow Angels                       | Уоррен Хардески            |
| 2008      | ф  |                                     | Favorite Son                      | Росс                       |
| 2009      | ф  | Сезон побед                         | The Winning Season                | Деймон                     |
| 2010      | с  | Милосердие                          | Mercy                             | Эверетт Коун               |
| 2010      | ф  | Лагерь надежды                      | Camp Hell                         | Джек                       |
| 2010      | ф  | Земля вампиров                      | Stake Land                        | Мартин                     |
| 2007—2012 | с  | Сплетница                           | Gossip Girl                       | Эрик ван дер Вудсен        |
| 2011—2015 | с  | Месть                               | Revenge                           | Деклан Портер              |
| 2016      | ф  | Запрос в друзья                     | Friend Request                    | Коби                       |

## Награды и номинации
| Год  | Премия        | Категория                         | Работа         | Результат |
| ---- | ------------- | --------------------------------- | -------------- | --------- |
| 2007 | Молодой актёр | Лучшая мужская роль второго плана | Башни-близнецы | Номинация |